# Сосулевка
Сосулевка (укр. Сосулівка) — село в Нагорянской сельской общине Чортковского района Тернопольской области Украины.
Население по переписи 2001 года составляло 1176 человек. Занимает площадь 1019 км². Почтовый индекс — 48579. Телефонный код — 3552.